# Цыня, Рустам Григорьевич
Рустам Григорьевич Цыня (укр. Рустам Григорович Циня; 17 июня 1991, Одесса, УССР, СССР) — украинский футболист, защитник.

## Биография

### Клубная карьера
Воспитанник одесского футбола. В ДЮФЛ выступал за ДЮСШ-9 и «Черноморец».
В 2007 году перешёл в академию молдавского клуба «Шериф». 10 июля 2009 года дебютировал за «Шериф» в чемпионате Молдавии в матче против «ЦСКА-Рапид» (0:6). 26 августа 2009 года дебютировал в еврокубках в Лиге чемпионов в матче против греческого «Олимпиакоса» (1:0). По итогам двух встреч «Шериф» вылетел в Лигу Европы, дебютировал 17 сентября 2009 года в матче против румынского «Стяуа» (0:0).
С 2010 года по 2011 год находился в аренде в «Тирасполе». В 2012 году перешёл в стан новичка Второй лиги Украины, одесский СКА, образованный в 2011 году. В команде взял 6 номер. В 2013 году играл за клуб Второй лиги Украины «Реал Фарма» (Одесса).
С 2015 года по 2017 год выступал за мини-футбольный клуб «Юни-Ламан» (Черноморск), вместе с которым становился бронзовым призёром Первой лиги Украины.

### Карьера в сборной
В июле 2007 года провёл три матча за юношескую сборную Украины до 17 лет. Выступал за сборную до 19 лет.

## Статистика
| Сезон   | Клуб  | Лига                  | Чемпионат | Чемпионат | Кубок | Кубок | Дубль | Дубль | Еврокубки | Еврокубки |
| Сезон   | Клуб  | Лига                  | Игры      | Голы      | Игры  | Голы  | Игры  | Голы  | Игры      | Голы      |
| ------- | ----- | --------------------- | --------- | --------- | ----- | ----- | ----- | ----- | --------- | --------- |
| 2009/10 | Шериф | Национальный дивизион | 6         | 0         | ?     | ?     | ?     | ?     | 2         | 0         |